# Alain Campbell White
Alain Campbell White (Cannes, 3 marzo 1880 – Summerville, 23 aprile 1951) è stato un compositore di scacchi, mecenate e botanico statunitense.
Di famiglia agiata (il padre John J. White era un noto avvocato), si laureò con lode all'Università di Harvard nel 1902, poi ottenne un master alla Columbia University nel 1904. Mentre era studente ad Harvard vinse un premio della Dante Society of America per un saggio su Dante Alighieri. Scrisse anche altri saggi sulla storia italiana. Dopo aver terminato gli studi universitari si dedicò allo studio delle lingue e viaggiò a lungo in molti paesi, tra cui Canada, Russia, Egitto, Francia, Germania e Italia.
Nel 1913 fondò nei pressi di Litchfield nel Connecticut la «White Memorial Foundation», dotata di un'ampia sede con un parco di 4 000 acri e strutture ricreative. White rimase scapolo tutta la vita e visse assieme alla sorella May, alla quale dedicò tutti i suoi libri.

## Il problemista
In gioventù conobbe i grandi compositori americani, Samuel Loyd, George Mackenzie e William Shinkman, che lo invogliarono alla composizione. Compose il suo primo problema nel 1891, all'età di 11 anni. Compose in tutto un centinaio di problemi in due e tre mosse, sia diretti che inversi.
La sua fama nel campo del problema di scacchi è però legata soprattutto alle sue pubblicazioni. Nel 1898, quando era ancora studente ad Harvard, concepì l'idea di raccogliere in un volume le composizioni di Mackenzie, e nel 1905 pubblicò a New York il primo volume della serie natalizia Christmas Series, che coi suoi 44 volumi sarebbe diventata l'opera più importante del due mosse. Inviò i volumi, editi fino al 1936, ai problemisti di tutto il mondo come dono natalizio, con la dedica «Wishing you a Merry Christmas. Alain C. White».
Nel 1913 fondò a Filadelfia, assieme a James Francis Magee, l'associazione problemistica Good Companion, che riuniva i maggiori problemisti di tutto il mondo, che pubblicava una rivista e organizzava importanti concorsi di composizione. Quando verso la metà degli anni venti White si ritirò dalla direzione del sodalizio per motivi di salute, il club si sciolse. White compilò anche una vasta raccolta di problemi in due mosse che raggiunse il quarto di milione di problemi; la cedette nel 1930 all'inglese George Hume (1862-1936), che ne pubblicò una parte.

## Il botanico
White cominciò ad interessarsi alla botanica nel 1908, e dal 1930 si dedicò seriamente a ricerche in questo campo. Assieme a Boyd L. Sloane iniziò a raccogliere varie specie botaniche, indirizzandosi poi specialmente nella raccolta e nello studio delle Gentianaceae. Nel 1942 questa raccolta era considerata la più vasta ed importante degli Stati Uniti. Nel 1933 White e Sloane pubblicarono il libro The Stapeliaeae, an introduction to the study of this tribe of Asclepiadaceae (Pasadena, 1933), con un'edizione ampliata in tre volumi nel 1937, tuttora considerata l'opera più importante per la conoscenza di questo genere di piante succulente. Si interessò anche alle Euphorbiaceae, facendo varie ricerche originali su questa famiglia di piante.
Alain Campbell White è indicato con l'abbreziazione A.C. White quando si cita il nome scientifico di una specie botanica.

## Problemi di esempio
Il problema a sinistra è una composizione figurativa, con la posizione iniziale che rappresenta una piramide egizia.
Il problema a destra vinse il primo premio del concorso 7th Meredith Tourney della rivista Good Companion, maggio 1918.
|   | a | b | c | d | e | f | g | h |   |
| 8 | e6 alfiere del bianco · d5 pedone del bianco · e5 alfiere del bianco · f5 pedone del nero · c4 pedone del nero · d4 pedone del bianco · e4 re del nero · f4 cavallo del bianco · g4 cavallo del nero · b3 cavallo del nero · c3 donna del bianco · d3 cavallo del bianco · e3 pedone del bianco · f3 pedone del nero · g3 torre del bianco · h3 re del bianco | e6 alfiere del bianco · d5 pedone del bianco · e5 alfiere del bianco · f5 pedone del nero · c4 pedone del nero · d4 pedone del bianco · e4 re del nero · f4 cavallo del bianco · g4 cavallo del nero · b3 cavallo del nero · c3 donna del bianco · d3 cavallo del bianco · e3 pedone del bianco · f3 pedone del nero · g3 torre del bianco · h3 re del bianco | e6 alfiere del bianco · d5 pedone del bianco · e5 alfiere del bianco · f5 pedone del nero · c4 pedone del nero · d4 pedone del bianco · e4 re del nero · f4 cavallo del bianco · g4 cavallo del nero · b3 cavallo del nero · c3 donna del bianco · d3 cavallo del bianco · e3 pedone del bianco · f3 pedone del nero · g3 torre del bianco · h3 re del bianco | e6 alfiere del bianco · d5 pedone del bianco · e5 alfiere del bianco · f5 pedone del nero · c4 pedone del nero · d4 pedone del bianco · e4 re del nero · f4 cavallo del bianco · g4 cavallo del nero · b3 cavallo del nero · c3 donna del bianco · d3 cavallo del bianco · e3 pedone del bianco · f3 pedone del nero · g3 torre del bianco · h3 re del bianco | e6 alfiere del bianco · d5 pedone del bianco · e5 alfiere del bianco · f5 pedone del nero · c4 pedone del nero · d4 pedone del bianco · e4 re del nero · f4 cavallo del bianco · g4 cavallo del nero · b3 cavallo del nero · c3 donna del bianco · d3 cavallo del bianco · e3 pedone del bianco · f3 pedone del nero · g3 torre del bianco · h3 re del bianco | e6 alfiere del bianco · d5 pedone del bianco · e5 alfiere del bianco · f5 pedone del nero · c4 pedone del nero · d4 pedone del bianco · e4 re del nero · f4 cavallo del bianco · g4 cavallo del nero · b3 cavallo del nero · c3 donna del bianco · d3 cavallo del bianco · e3 pedone del bianco · f3 pedone del nero · g3 torre del bianco · h3 re del bianco | e6 alfiere del bianco · d5 pedone del bianco · e5 alfiere del bianco · f5 pedone del nero · c4 pedone del nero · d4 pedone del bianco · e4 re del nero · f4 cavallo del bianco · g4 cavallo del nero · b3 cavallo del nero · c3 donna del bianco · d3 cavallo del bianco · e3 pedone del bianco · f3 pedone del nero · g3 torre del bianco · h3 re del bianco | e6 alfiere del bianco · d5 pedone del bianco · e5 alfiere del bianco · f5 pedone del nero · c4 pedone del nero · d4 pedone del bianco · e4 re del nero · f4 cavallo del bianco · g4 cavallo del nero · b3 cavallo del nero · c3 donna del bianco · d3 cavallo del bianco · e3 pedone del bianco · f3 pedone del nero · g3 torre del bianco · h3 re del bianco | 8 |
| 7 | e6 alfiere del bianco · d5 pedone del bianco · e5 alfiere del bianco · f5 pedone del nero · c4 pedone del nero · d4 pedone del bianco · e4 re del nero · f4 cavallo del bianco · g4 cavallo del nero · b3 cavallo del nero · c3 donna del bianco · d3 cavallo del bianco · e3 pedone del bianco · f3 pedone del nero · g3 torre del bianco · h3 re del bianco | e6 alfiere del bianco · d5 pedone del bianco · e5 alfiere del bianco · f5 pedone del nero · c4 pedone del nero · d4 pedone del bianco · e4 re del nero · f4 cavallo del bianco · g4 cavallo del nero · b3 cavallo del nero · c3 donna del bianco · d3 cavallo del bianco · e3 pedone del bianco · f3 pedone del nero · g3 torre del bianco · h3 re del bianco | e6 alfiere del bianco · d5 pedone del bianco · e5 alfiere del bianco · f5 pedone del nero · c4 pedone del nero · d4 pedone del bianco · e4 re del nero · f4 cavallo del bianco · g4 cavallo del nero · b3 cavallo del nero · c3 donna del bianco · d3 cavallo del bianco · e3 pedone del bianco · f3 pedone del nero · g3 torre del bianco · h3 re del bianco | e6 alfiere del bianco · d5 pedone del bianco · e5 alfiere del bianco · f5 pedone del nero · c4 pedone del nero · d4 pedone del bianco · e4 re del nero · f4 cavallo del bianco · g4 cavallo del nero · b3 cavallo del nero · c3 donna del bianco · d3 cavallo del bianco · e3 pedone del bianco · f3 pedone del nero · g3 torre del bianco · h3 re del bianco | e6 alfiere del bianco · d5 pedone del bianco · e5 alfiere del bianco · f5 pedone del nero · c4 pedone del nero · d4 pedone del bianco · e4 re del nero · f4 cavallo del bianco · g4 cavallo del nero · b3 cavallo del nero · c3 donna del bianco · d3 cavallo del bianco · e3 pedone del bianco · f3 pedone del nero · g3 torre del bianco · h3 re del bianco | e6 alfiere del bianco · d5 pedone del bianco · e5 alfiere del bianco · f5 pedone del nero · c4 pedone del nero · d4 pedone del bianco · e4 re del nero · f4 cavallo del bianco · g4 cavallo del nero · b3 cavallo del nero · c3 donna del bianco · d3 cavallo del bianco · e3 pedone del bianco · f3 pedone del nero · g3 torre del bianco · h3 re del bianco | e6 alfiere del bianco · d5 pedone del bianco · e5 alfiere del bianco · f5 pedone del nero · c4 pedone del nero · d4 pedone del bianco · e4 re del nero · f4 cavallo del bianco · g4 cavallo del nero · b3 cavallo del nero · c3 donna del bianco · d3 cavallo del bianco · e3 pedone del bianco · f3 pedone del nero · g3 torre del bianco · h3 re del bianco | e6 alfiere del bianco · d5 pedone del bianco · e5 alfiere del bianco · f5 pedone del nero · c4 pedone del nero · d4 pedone del bianco · e4 re del nero · f4 cavallo del bianco · g4 cavallo del nero · b3 cavallo del nero · c3 donna del bianco · d3 cavallo del bianco · e3 pedone del bianco · f3 pedone del nero · g3 torre del bianco · h3 re del bianco | 7 |
| 6 | e6 alfiere del bianco · d5 pedone del bianco · e5 alfiere del bianco · f5 pedone del nero · c4 pedone del nero · d4 pedone del bianco · e4 re del nero · f4 cavallo del bianco · g4 cavallo del nero · b3 cavallo del nero · c3 donna del bianco · d3 cavallo del bianco · e3 pedone del bianco · f3 pedone del nero · g3 torre del bianco · h3 re del bianco | e6 alfiere del bianco · d5 pedone del bianco · e5 alfiere del bianco · f5 pedone del nero · c4 pedone del nero · d4 pedone del bianco · e4 re del nero · f4 cavallo del bianco · g4 cavallo del nero · b3 cavallo del nero · c3 donna del bianco · d3 cavallo del bianco · e3 pedone del bianco · f3 pedone del nero · g3 torre del bianco · h3 re del bianco | e6 alfiere del bianco · d5 pedone del bianco · e5 alfiere del bianco · f5 pedone del nero · c4 pedone del nero · d4 pedone del bianco · e4 re del nero · f4 cavallo del bianco · g4 cavallo del nero · b3 cavallo del nero · c3 donna del bianco · d3 cavallo del bianco · e3 pedone del bianco · f3 pedone del nero · g3 torre del bianco · h3 re del bianco | e6 alfiere del bianco · d5 pedone del bianco · e5 alfiere del bianco · f5 pedone del nero · c4 pedone del nero · d4 pedone del bianco · e4 re del nero · f4 cavallo del bianco · g4 cavallo del nero · b3 cavallo del nero · c3 donna del bianco · d3 cavallo del bianco · e3 pedone del bianco · f3 pedone del nero · g3 torre del bianco · h3 re del bianco | e6 alfiere del bianco · d5 pedone del bianco · e5 alfiere del bianco · f5 pedone del nero · c4 pedone del nero · d4 pedone del bianco · e4 re del nero · f4 cavallo del bianco · g4 cavallo del nero · b3 cavallo del nero · c3 donna del bianco · d3 cavallo del bianco · e3 pedone del bianco · f3 pedone del nero · g3 torre del bianco · h3 re del bianco | e6 alfiere del bianco · d5 pedone del bianco · e5 alfiere del bianco · f5 pedone del nero · c4 pedone del nero · d4 pedone del bianco · e4 re del nero · f4 cavallo del bianco · g4 cavallo del nero · b3 cavallo del nero · c3 donna del bianco · d3 cavallo del bianco · e3 pedone del bianco · f3 pedone del nero · g3 torre del bianco · h3 re del bianco | e6 alfiere del bianco · d5 pedone del bianco · e5 alfiere del bianco · f5 pedone del nero · c4 pedone del nero · d4 pedone del bianco · e4 re del nero · f4 cavallo del bianco · g4 cavallo del nero · b3 cavallo del nero · c3 donna del bianco · d3 cavallo del bianco · e3 pedone del bianco · f3 pedone del nero · g3 torre del bianco · h3 re del bianco | e6 alfiere del bianco · d5 pedone del bianco · e5 alfiere del bianco · f5 pedone del nero · c4 pedone del nero · d4 pedone del bianco · e4 re del nero · f4 cavallo del bianco · g4 cavallo del nero · b3 cavallo del nero · c3 donna del bianco · d3 cavallo del bianco · e3 pedone del bianco · f3 pedone del nero · g3 torre del bianco · h3 re del bianco | 6 |
| 5 | e6 alfiere del bianco · d5 pedone del bianco · e5 alfiere del bianco · f5 pedone del nero · c4 pedone del nero · d4 pedone del bianco · e4 re del nero · f4 cavallo del bianco · g4 cavallo del nero · b3 cavallo del nero · c3 donna del bianco · d3 cavallo del bianco · e3 pedone del bianco · f3 pedone del nero · g3 torre del bianco · h3 re del bianco | e6 alfiere del bianco · d5 pedone del bianco · e5 alfiere del bianco · f5 pedone del nero · c4 pedone del nero · d4 pedone del bianco · e4 re del nero · f4 cavallo del bianco · g4 cavallo del nero · b3 cavallo del nero · c3 donna del bianco · d3 cavallo del bianco · e3 pedone del bianco · f3 pedone del nero · g3 torre del bianco · h3 re del bianco | e6 alfiere del bianco · d5 pedone del bianco · e5 alfiere del bianco · f5 pedone del nero · c4 pedone del nero · d4 pedone del bianco · e4 re del nero · f4 cavallo del bianco · g4 cavallo del nero · b3 cavallo del nero · c3 donna del bianco · d3 cavallo del bianco · e3 pedone del bianco · f3 pedone del nero · g3 torre del bianco · h3 re del bianco | e6 alfiere del bianco · d5 pedone del bianco · e5 alfiere del bianco · f5 pedone del nero · c4 pedone del nero · d4 pedone del bianco · e4 re del nero · f4 cavallo del bianco · g4 cavallo del nero · b3 cavallo del nero · c3 donna del bianco · d3 cavallo del bianco · e3 pedone del bianco · f3 pedone del nero · g3 torre del bianco · h3 re del bianco | e6 alfiere del bianco · d5 pedone del bianco · e5 alfiere del bianco · f5 pedone del nero · c4 pedone del nero · d4 pedone del bianco · e4 re del nero · f4 cavallo del bianco · g4 cavallo del nero · b3 cavallo del nero · c3 donna del bianco · d3 cavallo del bianco · e3 pedone del bianco · f3 pedone del nero · g3 torre del bianco · h3 re del bianco | e6 alfiere del bianco · d5 pedone del bianco · e5 alfiere del bianco · f5 pedone del nero · c4 pedone del nero · d4 pedone del bianco · e4 re del nero · f4 cavallo del bianco · g4 cavallo del nero · b3 cavallo del nero · c3 donna del bianco · d3 cavallo del bianco · e3 pedone del bianco · f3 pedone del nero · g3 torre del bianco · h3 re del bianco | e6 alfiere del bianco · d5 pedone del bianco · e5 alfiere del bianco · f5 pedone del nero · c4 pedone del nero · d4 pedone del bianco · e4 re del nero · f4 cavallo del bianco · g4 cavallo del nero · b3 cavallo del nero · c3 donna del bianco · d3 cavallo del bianco · e3 pedone del bianco · f3 pedone del nero · g3 torre del bianco · h3 re del bianco | e6 alfiere del bianco · d5 pedone del bianco · e5 alfiere del bianco · f5 pedone del nero · c4 pedone del nero · d4 pedone del bianco · e4 re del nero · f4 cavallo del bianco · g4 cavallo del nero · b3 cavallo del nero · c3 donna del bianco · d3 cavallo del bianco · e3 pedone del bianco · f3 pedone del nero · g3 torre del bianco · h3 re del bianco | 5 |
| 4 | e6 alfiere del bianco · d5 pedone del bianco · e5 alfiere del bianco · f5 pedone del nero · c4 pedone del nero · d4 pedone del bianco · e4 re del nero · f4 cavallo del bianco · g4 cavallo del nero · b3 cavallo del nero · c3 donna del bianco · d3 cavallo del bianco · e3 pedone del bianco · f3 pedone del nero · g3 torre del bianco · h3 re del bianco | e6 alfiere del bianco · d5 pedone del bianco · e5 alfiere del bianco · f5 pedone del nero · c4 pedone del nero · d4 pedone del bianco · e4 re del nero · f4 cavallo del bianco · g4 cavallo del nero · b3 cavallo del nero · c3 donna del bianco · d3 cavallo del bianco · e3 pedone del bianco · f3 pedone del nero · g3 torre del bianco · h3 re del bianco | e6 alfiere del bianco · d5 pedone del bianco · e5 alfiere del bianco · f5 pedone del nero · c4 pedone del nero · d4 pedone del bianco · e4 re del nero · f4 cavallo del bianco · g4 cavallo del nero · b3 cavallo del nero · c3 donna del bianco · d3 cavallo del bianco · e3 pedone del bianco · f3 pedone del nero · g3 torre del bianco · h3 re del bianco | e6 alfiere del bianco · d5 pedone del bianco · e5 alfiere del bianco · f5 pedone del nero · c4 pedone del nero · d4 pedone del bianco · e4 re del nero · f4 cavallo del bianco · g4 cavallo del nero · b3 cavallo del nero · c3 donna del bianco · d3 cavallo del bianco · e3 pedone del bianco · f3 pedone del nero · g3 torre del bianco · h3 re del bianco | e6 alfiere del bianco · d5 pedone del bianco · e5 alfiere del bianco · f5 pedone del nero · c4 pedone del nero · d4 pedone del bianco · e4 re del nero · f4 cavallo del bianco · g4 cavallo del nero · b3 cavallo del nero · c3 donna del bianco · d3 cavallo del bianco · e3 pedone del bianco · f3 pedone del nero · g3 torre del bianco · h3 re del bianco | e6 alfiere del bianco · d5 pedone del bianco · e5 alfiere del bianco · f5 pedone del nero · c4 pedone del nero · d4 pedone del bianco · e4 re del nero · f4 cavallo del bianco · g4 cavallo del nero · b3 cavallo del nero · c3 donna del bianco · d3 cavallo del bianco · e3 pedone del bianco · f3 pedone del nero · g3 torre del bianco · h3 re del bianco | e6 alfiere del bianco · d5 pedone del bianco · e5 alfiere del bianco · f5 pedone del nero · c4 pedone del nero · d4 pedone del bianco · e4 re del nero · f4 cavallo del bianco · g4 cavallo del nero · b3 cavallo del nero · c3 donna del bianco · d3 cavallo del bianco · e3 pedone del bianco · f3 pedone del nero · g3 torre del bianco · h3 re del bianco | e6 alfiere del bianco · d5 pedone del bianco · e5 alfiere del bianco · f5 pedone del nero · c4 pedone del nero · d4 pedone del bianco · e4 re del nero · f4 cavallo del bianco · g4 cavallo del nero · b3 cavallo del nero · c3 donna del bianco · d3 cavallo del bianco · e3 pedone del bianco · f3 pedone del nero · g3 torre del bianco · h3 re del bianco | 4 |
| 3 | e6 alfiere del bianco · d5 pedone del bianco · e5 alfiere del bianco · f5 pedone del nero · c4 pedone del nero · d4 pedone del bianco · e4 re del nero · f4 cavallo del bianco · g4 cavallo del nero · b3 cavallo del nero · c3 donna del bianco · d3 cavallo del bianco · e3 pedone del bianco · f3 pedone del nero · g3 torre del bianco · h3 re del bianco | e6 alfiere del bianco · d5 pedone del bianco · e5 alfiere del bianco · f5 pedone del nero · c4 pedone del nero · d4 pedone del bianco · e4 re del nero · f4 cavallo del bianco · g4 cavallo del nero · b3 cavallo del nero · c3 donna del bianco · d3 cavallo del bianco · e3 pedone del bianco · f3 pedone del nero · g3 torre del bianco · h3 re del bianco | e6 alfiere del bianco · d5 pedone del bianco · e5 alfiere del bianco · f5 pedone del nero · c4 pedone del nero · d4 pedone del bianco · e4 re del nero · f4 cavallo del bianco · g4 cavallo del nero · b3 cavallo del nero · c3 donna del bianco · d3 cavallo del bianco · e3 pedone del bianco · f3 pedone del nero · g3 torre del bianco · h3 re del bianco | e6 alfiere del bianco · d5 pedone del bianco · e5 alfiere del bianco · f5 pedone del nero · c4 pedone del nero · d4 pedone del bianco · e4 re del nero · f4 cavallo del bianco · g4 cavallo del nero · b3 cavallo del nero · c3 donna del bianco · d3 cavallo del bianco · e3 pedone del bianco · f3 pedone del nero · g3 torre del bianco · h3 re del bianco | e6 alfiere del bianco · d5 pedone del bianco · e5 alfiere del bianco · f5 pedone del nero · c4 pedone del nero · d4 pedone del bianco · e4 re del nero · f4 cavallo del bianco · g4 cavallo del nero · b3 cavallo del nero · c3 donna del bianco · d3 cavallo del bianco · e3 pedone del bianco · f3 pedone del nero · g3 torre del bianco · h3 re del bianco | e6 alfiere del bianco · d5 pedone del bianco · e5 alfiere del bianco · f5 pedone del nero · c4 pedone del nero · d4 pedone del bianco · e4 re del nero · f4 cavallo del bianco · g4 cavallo del nero · b3 cavallo del nero · c3 donna del bianco · d3 cavallo del bianco · e3 pedone del bianco · f3 pedone del nero · g3 torre del bianco · h3 re del bianco | e6 alfiere del bianco · d5 pedone del bianco · e5 alfiere del bianco · f5 pedone del nero · c4 pedone del nero · d4 pedone del bianco · e4 re del nero · f4 cavallo del bianco · g4 cavallo del nero · b3 cavallo del nero · c3 donna del bianco · d3 cavallo del bianco · e3 pedone del bianco · f3 pedone del nero · g3 torre del bianco · h3 re del bianco | e6 alfiere del bianco · d5 pedone del bianco · e5 alfiere del bianco · f5 pedone del nero · c4 pedone del nero · d4 pedone del bianco · e4 re del nero · f4 cavallo del bianco · g4 cavallo del nero · b3 cavallo del nero · c3 donna del bianco · d3 cavallo del bianco · e3 pedone del bianco · f3 pedone del nero · g3 torre del bianco · h3 re del bianco | 3 |
| 2 | e6 alfiere del bianco · d5 pedone del bianco · e5 alfiere del bianco · f5 pedone del nero · c4 pedone del nero · d4 pedone del bianco · e4 re del nero · f4 cavallo del bianco · g4 cavallo del nero · b3 cavallo del nero · c3 donna del bianco · d3 cavallo del bianco · e3 pedone del bianco · f3 pedone del nero · g3 torre del bianco · h3 re del bianco | e6 alfiere del bianco · d5 pedone del bianco · e5 alfiere del bianco · f5 pedone del nero · c4 pedone del nero · d4 pedone del bianco · e4 re del nero · f4 cavallo del bianco · g4 cavallo del nero · b3 cavallo del nero · c3 donna del bianco · d3 cavallo del bianco · e3 pedone del bianco · f3 pedone del nero · g3 torre del bianco · h3 re del bianco | e6 alfiere del bianco · d5 pedone del bianco · e5 alfiere del bianco · f5 pedone del nero · c4 pedone del nero · d4 pedone del bianco · e4 re del nero · f4 cavallo del bianco · g4 cavallo del nero · b3 cavallo del nero · c3 donna del bianco · d3 cavallo del bianco · e3 pedone del bianco · f3 pedone del nero · g3 torre del bianco · h3 re del bianco | e6 alfiere del bianco · d5 pedone del bianco · e5 alfiere del bianco · f5 pedone del nero · c4 pedone del nero · d4 pedone del bianco · e4 re del nero · f4 cavallo del bianco · g4 cavallo del nero · b3 cavallo del nero · c3 donna del bianco · d3 cavallo del bianco · e3 pedone del bianco · f3 pedone del nero · g3 torre del bianco · h3 re del bianco | e6 alfiere del bianco · d5 pedone del bianco · e5 alfiere del bianco · f5 pedone del nero · c4 pedone del nero · d4 pedone del bianco · e4 re del nero · f4 cavallo del bianco · g4 cavallo del nero · b3 cavallo del nero · c3 donna del bianco · d3 cavallo del bianco · e3 pedone del bianco · f3 pedone del nero · g3 torre del bianco · h3 re del bianco | e6 alfiere del bianco · d5 pedone del bianco · e5 alfiere del bianco · f5 pedone del nero · c4 pedone del nero · d4 pedone del bianco · e4 re del nero · f4 cavallo del bianco · g4 cavallo del nero · b3 cavallo del nero · c3 donna del bianco · d3 cavallo del bianco · e3 pedone del bianco · f3 pedone del nero · g3 torre del bianco · h3 re del bianco | e6 alfiere del bianco · d5 pedone del bianco · e5 alfiere del bianco · f5 pedone del nero · c4 pedone del nero · d4 pedone del bianco · e4 re del nero · f4 cavallo del bianco · g4 cavallo del nero · b3 cavallo del nero · c3 donna del bianco · d3 cavallo del bianco · e3 pedone del bianco · f3 pedone del nero · g3 torre del bianco · h3 re del bianco | e6 alfiere del bianco · d5 pedone del bianco · e5 alfiere del bianco · f5 pedone del nero · c4 pedone del nero · d4 pedone del bianco · e4 re del nero · f4 cavallo del bianco · g4 cavallo del nero · b3 cavallo del nero · c3 donna del bianco · d3 cavallo del bianco · e3 pedone del bianco · f3 pedone del nero · g3 torre del bianco · h3 re del bianco | 2 |
| 1 | e6 alfiere del bianco · d5 pedone del bianco · e5 alfiere del bianco · f5 pedone del nero · c4 pedone del nero · d4 pedone del bianco · e4 re del nero · f4 cavallo del bianco · g4 cavallo del nero · b3 cavallo del nero · c3 donna del bianco · d3 cavallo del bianco · e3 pedone del bianco · f3 pedone del nero · g3 torre del bianco · h3 re del bianco | e6 alfiere del bianco · d5 pedone del bianco · e5 alfiere del bianco · f5 pedone del nero · c4 pedone del nero · d4 pedone del bianco · e4 re del nero · f4 cavallo del bianco · g4 cavallo del nero · b3 cavallo del nero · c3 donna del bianco · d3 cavallo del bianco · e3 pedone del bianco · f3 pedone del nero · g3 torre del bianco · h3 re del bianco | e6 alfiere del bianco · d5 pedone del bianco · e5 alfiere del bianco · f5 pedone del nero · c4 pedone del nero · d4 pedone del bianco · e4 re del nero · f4 cavallo del bianco · g4 cavallo del nero · b3 cavallo del nero · c3 donna del bianco · d3 cavallo del bianco · e3 pedone del bianco · f3 pedone del nero · g3 torre del bianco · h3 re del bianco | e6 alfiere del bianco · d5 pedone del bianco · e5 alfiere del bianco · f5 pedone del nero · c4 pedone del nero · d4 pedone del bianco · e4 re del nero · f4 cavallo del bianco · g4 cavallo del nero · b3 cavallo del nero · c3 donna del bianco · d3 cavallo del bianco · e3 pedone del bianco · f3 pedone del nero · g3 torre del bianco · h3 re del bianco | e6 alfiere del bianco · d5 pedone del bianco · e5 alfiere del bianco · f5 pedone del nero · c4 pedone del nero · d4 pedone del bianco · e4 re del nero · f4 cavallo del bianco · g4 cavallo del nero · b3 cavallo del nero · c3 donna del bianco · d3 cavallo del bianco · e3 pedone del bianco · f3 pedone del nero · g3 torre del bianco · h3 re del bianco | e6 alfiere del bianco · d5 pedone del bianco · e5 alfiere del bianco · f5 pedone del nero · c4 pedone del nero · d4 pedone del bianco · e4 re del nero · f4 cavallo del bianco · g4 cavallo del nero · b3 cavallo del nero · c3 donna del bianco · d3 cavallo del bianco · e3 pedone del bianco · f3 pedone del nero · g3 torre del bianco · h3 re del bianco | e6 alfiere del bianco · d5 pedone del bianco · e5 alfiere del bianco · f5 pedone del nero · c4 pedone del nero · d4 pedone del bianco · e4 re del nero · f4 cavallo del bianco · g4 cavallo del nero · b3 cavallo del nero · c3 donna del bianco · d3 cavallo del bianco · e3 pedone del bianco · f3 pedone del nero · g3 torre del bianco · h3 re del bianco | e6 alfiere del bianco · d5 pedone del bianco · e5 alfiere del bianco · f5 pedone del nero · c4 pedone del nero · d4 pedone del bianco · e4 re del nero · f4 cavallo del bianco · g4 cavallo del nero · b3 cavallo del nero · c3 donna del bianco · d3 cavallo del bianco · e3 pedone del bianco · f3 pedone del nero · g3 torre del bianco · h3 re del bianco | 1 |
|   | a | b | c | d | e | f | g | h |   |

|   | a | b | c | d | e | f | g | h |   |
| 8 | c7 pedone del nero · d7 donna del bianco · g7 alfiere del nero · a6 re del bianco · c6 alfiere del bianco · d6 donna del nero · e6 pedone del nero · e4 torre del bianco · a3 cavallo del bianco · d3 re del nero · d2 pedone del bianco · h2 torre del bianco | c7 pedone del nero · d7 donna del bianco · g7 alfiere del nero · a6 re del bianco · c6 alfiere del bianco · d6 donna del nero · e6 pedone del nero · e4 torre del bianco · a3 cavallo del bianco · d3 re del nero · d2 pedone del bianco · h2 torre del bianco | c7 pedone del nero · d7 donna del bianco · g7 alfiere del nero · a6 re del bianco · c6 alfiere del bianco · d6 donna del nero · e6 pedone del nero · e4 torre del bianco · a3 cavallo del bianco · d3 re del nero · d2 pedone del bianco · h2 torre del bianco | c7 pedone del nero · d7 donna del bianco · g7 alfiere del nero · a6 re del bianco · c6 alfiere del bianco · d6 donna del nero · e6 pedone del nero · e4 torre del bianco · a3 cavallo del bianco · d3 re del nero · d2 pedone del bianco · h2 torre del bianco | c7 pedone del nero · d7 donna del bianco · g7 alfiere del nero · a6 re del bianco · c6 alfiere del bianco · d6 donna del nero · e6 pedone del nero · e4 torre del bianco · a3 cavallo del bianco · d3 re del nero · d2 pedone del bianco · h2 torre del bianco | c7 pedone del nero · d7 donna del bianco · g7 alfiere del nero · a6 re del bianco · c6 alfiere del bianco · d6 donna del nero · e6 pedone del nero · e4 torre del bianco · a3 cavallo del bianco · d3 re del nero · d2 pedone del bianco · h2 torre del bianco | c7 pedone del nero · d7 donna del bianco · g7 alfiere del nero · a6 re del bianco · c6 alfiere del bianco · d6 donna del nero · e6 pedone del nero · e4 torre del bianco · a3 cavallo del bianco · d3 re del nero · d2 pedone del bianco · h2 torre del bianco | c7 pedone del nero · d7 donna del bianco · g7 alfiere del nero · a6 re del bianco · c6 alfiere del bianco · d6 donna del nero · e6 pedone del nero · e4 torre del bianco · a3 cavallo del bianco · d3 re del nero · d2 pedone del bianco · h2 torre del bianco | 8 |
| 7 | c7 pedone del nero · d7 donna del bianco · g7 alfiere del nero · a6 re del bianco · c6 alfiere del bianco · d6 donna del nero · e6 pedone del nero · e4 torre del bianco · a3 cavallo del bianco · d3 re del nero · d2 pedone del bianco · h2 torre del bianco | c7 pedone del nero · d7 donna del bianco · g7 alfiere del nero · a6 re del bianco · c6 alfiere del bianco · d6 donna del nero · e6 pedone del nero · e4 torre del bianco · a3 cavallo del bianco · d3 re del nero · d2 pedone del bianco · h2 torre del bianco | c7 pedone del nero · d7 donna del bianco · g7 alfiere del nero · a6 re del bianco · c6 alfiere del bianco · d6 donna del nero · e6 pedone del nero · e4 torre del bianco · a3 cavallo del bianco · d3 re del nero · d2 pedone del bianco · h2 torre del bianco | c7 pedone del nero · d7 donna del bianco · g7 alfiere del nero · a6 re del bianco · c6 alfiere del bianco · d6 donna del nero · e6 pedone del nero · e4 torre del bianco · a3 cavallo del bianco · d3 re del nero · d2 pedone del bianco · h2 torre del bianco | c7 pedone del nero · d7 donna del bianco · g7 alfiere del nero · a6 re del bianco · c6 alfiere del bianco · d6 donna del nero · e6 pedone del nero · e4 torre del bianco · a3 cavallo del bianco · d3 re del nero · d2 pedone del bianco · h2 torre del bianco | c7 pedone del nero · d7 donna del bianco · g7 alfiere del nero · a6 re del bianco · c6 alfiere del bianco · d6 donna del nero · e6 pedone del nero · e4 torre del bianco · a3 cavallo del bianco · d3 re del nero · d2 pedone del bianco · h2 torre del bianco | c7 pedone del nero · d7 donna del bianco · g7 alfiere del nero · a6 re del bianco · c6 alfiere del bianco · d6 donna del nero · e6 pedone del nero · e4 torre del bianco · a3 cavallo del bianco · d3 re del nero · d2 pedone del bianco · h2 torre del bianco | c7 pedone del nero · d7 donna del bianco · g7 alfiere del nero · a6 re del bianco · c6 alfiere del bianco · d6 donna del nero · e6 pedone del nero · e4 torre del bianco · a3 cavallo del bianco · d3 re del nero · d2 pedone del bianco · h2 torre del bianco | 7 |
| 6 | c7 pedone del nero · d7 donna del bianco · g7 alfiere del nero · a6 re del bianco · c6 alfiere del bianco · d6 donna del nero · e6 pedone del nero · e4 torre del bianco · a3 cavallo del bianco · d3 re del nero · d2 pedone del bianco · h2 torre del bianco | c7 pedone del nero · d7 donna del bianco · g7 alfiere del nero · a6 re del bianco · c6 alfiere del bianco · d6 donna del nero · e6 pedone del nero · e4 torre del bianco · a3 cavallo del bianco · d3 re del nero · d2 pedone del bianco · h2 torre del bianco | c7 pedone del nero · d7 donna del bianco · g7 alfiere del nero · a6 re del bianco · c6 alfiere del bianco · d6 donna del nero · e6 pedone del nero · e4 torre del bianco · a3 cavallo del bianco · d3 re del nero · d2 pedone del bianco · h2 torre del bianco | c7 pedone del nero · d7 donna del bianco · g7 alfiere del nero · a6 re del bianco · c6 alfiere del bianco · d6 donna del nero · e6 pedone del nero · e4 torre del bianco · a3 cavallo del bianco · d3 re del nero · d2 pedone del bianco · h2 torre del bianco | c7 pedone del nero · d7 donna del bianco · g7 alfiere del nero · a6 re del bianco · c6 alfiere del bianco · d6 donna del nero · e6 pedone del nero · e4 torre del bianco · a3 cavallo del bianco · d3 re del nero · d2 pedone del bianco · h2 torre del bianco | c7 pedone del nero · d7 donna del bianco · g7 alfiere del nero · a6 re del bianco · c6 alfiere del bianco · d6 donna del nero · e6 pedone del nero · e4 torre del bianco · a3 cavallo del bianco · d3 re del nero · d2 pedone del bianco · h2 torre del bianco | c7 pedone del nero · d7 donna del bianco · g7 alfiere del nero · a6 re del bianco · c6 alfiere del bianco · d6 donna del nero · e6 pedone del nero · e4 torre del bianco · a3 cavallo del bianco · d3 re del nero · d2 pedone del bianco · h2 torre del bianco | c7 pedone del nero · d7 donna del bianco · g7 alfiere del nero · a6 re del bianco · c6 alfiere del bianco · d6 donna del nero · e6 pedone del nero · e4 torre del bianco · a3 cavallo del bianco · d3 re del nero · d2 pedone del bianco · h2 torre del bianco | 6 |
| 5 | c7 pedone del nero · d7 donna del bianco · g7 alfiere del nero · a6 re del bianco · c6 alfiere del bianco · d6 donna del nero · e6 pedone del nero · e4 torre del bianco · a3 cavallo del bianco · d3 re del nero · d2 pedone del bianco · h2 torre del bianco | c7 pedone del nero · d7 donna del bianco · g7 alfiere del nero · a6 re del bianco · c6 alfiere del bianco · d6 donna del nero · e6 pedone del nero · e4 torre del bianco · a3 cavallo del bianco · d3 re del nero · d2 pedone del bianco · h2 torre del bianco | c7 pedone del nero · d7 donna del bianco · g7 alfiere del nero · a6 re del bianco · c6 alfiere del bianco · d6 donna del nero · e6 pedone del nero · e4 torre del bianco · a3 cavallo del bianco · d3 re del nero · d2 pedone del bianco · h2 torre del bianco | c7 pedone del nero · d7 donna del bianco · g7 alfiere del nero · a6 re del bianco · c6 alfiere del bianco · d6 donna del nero · e6 pedone del nero · e4 torre del bianco · a3 cavallo del bianco · d3 re del nero · d2 pedone del bianco · h2 torre del bianco | c7 pedone del nero · d7 donna del bianco · g7 alfiere del nero · a6 re del bianco · c6 alfiere del bianco · d6 donna del nero · e6 pedone del nero · e4 torre del bianco · a3 cavallo del bianco · d3 re del nero · d2 pedone del bianco · h2 torre del bianco | c7 pedone del nero · d7 donna del bianco · g7 alfiere del nero · a6 re del bianco · c6 alfiere del bianco · d6 donna del nero · e6 pedone del nero · e4 torre del bianco · a3 cavallo del bianco · d3 re del nero · d2 pedone del bianco · h2 torre del bianco | c7 pedone del nero · d7 donna del bianco · g7 alfiere del nero · a6 re del bianco · c6 alfiere del bianco · d6 donna del nero · e6 pedone del nero · e4 torre del bianco · a3 cavallo del bianco · d3 re del nero · d2 pedone del bianco · h2 torre del bianco | c7 pedone del nero · d7 donna del bianco · g7 alfiere del nero · a6 re del bianco · c6 alfiere del bianco · d6 donna del nero · e6 pedone del nero · e4 torre del bianco · a3 cavallo del bianco · d3 re del nero · d2 pedone del bianco · h2 torre del bianco | 5 |
| 4 | c7 pedone del nero · d7 donna del bianco · g7 alfiere del nero · a6 re del bianco · c6 alfiere del bianco · d6 donna del nero · e6 pedone del nero · e4 torre del bianco · a3 cavallo del bianco · d3 re del nero · d2 pedone del bianco · h2 torre del bianco | c7 pedone del nero · d7 donna del bianco · g7 alfiere del nero · a6 re del bianco · c6 alfiere del bianco · d6 donna del nero · e6 pedone del nero · e4 torre del bianco · a3 cavallo del bianco · d3 re del nero · d2 pedone del bianco · h2 torre del bianco | c7 pedone del nero · d7 donna del bianco · g7 alfiere del nero · a6 re del bianco · c6 alfiere del bianco · d6 donna del nero · e6 pedone del nero · e4 torre del bianco · a3 cavallo del bianco · d3 re del nero · d2 pedone del bianco · h2 torre del bianco | c7 pedone del nero · d7 donna del bianco · g7 alfiere del nero · a6 re del bianco · c6 alfiere del bianco · d6 donna del nero · e6 pedone del nero · e4 torre del bianco · a3 cavallo del bianco · d3 re del nero · d2 pedone del bianco · h2 torre del bianco | c7 pedone del nero · d7 donna del bianco · g7 alfiere del nero · a6 re del bianco · c6 alfiere del bianco · d6 donna del nero · e6 pedone del nero · e4 torre del bianco · a3 cavallo del bianco · d3 re del nero · d2 pedone del bianco · h2 torre del bianco | c7 pedone del nero · d7 donna del bianco · g7 alfiere del nero · a6 re del bianco · c6 alfiere del bianco · d6 donna del nero · e6 pedone del nero · e4 torre del bianco · a3 cavallo del bianco · d3 re del nero · d2 pedone del bianco · h2 torre del bianco | c7 pedone del nero · d7 donna del bianco · g7 alfiere del nero · a6 re del bianco · c6 alfiere del bianco · d6 donna del nero · e6 pedone del nero · e4 torre del bianco · a3 cavallo del bianco · d3 re del nero · d2 pedone del bianco · h2 torre del bianco | c7 pedone del nero · d7 donna del bianco · g7 alfiere del nero · a6 re del bianco · c6 alfiere del bianco · d6 donna del nero · e6 pedone del nero · e4 torre del bianco · a3 cavallo del bianco · d3 re del nero · d2 pedone del bianco · h2 torre del bianco | 4 |
| 3 | c7 pedone del nero · d7 donna del bianco · g7 alfiere del nero · a6 re del bianco · c6 alfiere del bianco · d6 donna del nero · e6 pedone del nero · e4 torre del bianco · a3 cavallo del bianco · d3 re del nero · d2 pedone del bianco · h2 torre del bianco | c7 pedone del nero · d7 donna del bianco · g7 alfiere del nero · a6 re del bianco · c6 alfiere del bianco · d6 donna del nero · e6 pedone del nero · e4 torre del bianco · a3 cavallo del bianco · d3 re del nero · d2 pedone del bianco · h2 torre del bianco | c7 pedone del nero · d7 donna del bianco · g7 alfiere del nero · a6 re del bianco · c6 alfiere del bianco · d6 donna del nero · e6 pedone del nero · e4 torre del bianco · a3 cavallo del bianco · d3 re del nero · d2 pedone del bianco · h2 torre del bianco | c7 pedone del nero · d7 donna del bianco · g7 alfiere del nero · a6 re del bianco · c6 alfiere del bianco · d6 donna del nero · e6 pedone del nero · e4 torre del bianco · a3 cavallo del bianco · d3 re del nero · d2 pedone del bianco · h2 torre del bianco | c7 pedone del nero · d7 donna del bianco · g7 alfiere del nero · a6 re del bianco · c6 alfiere del bianco · d6 donna del nero · e6 pedone del nero · e4 torre del bianco · a3 cavallo del bianco · d3 re del nero · d2 pedone del bianco · h2 torre del bianco | c7 pedone del nero · d7 donna del bianco · g7 alfiere del nero · a6 re del bianco · c6 alfiere del bianco · d6 donna del nero · e6 pedone del nero · e4 torre del bianco · a3 cavallo del bianco · d3 re del nero · d2 pedone del bianco · h2 torre del bianco | c7 pedone del nero · d7 donna del bianco · g7 alfiere del nero · a6 re del bianco · c6 alfiere del bianco · d6 donna del nero · e6 pedone del nero · e4 torre del bianco · a3 cavallo del bianco · d3 re del nero · d2 pedone del bianco · h2 torre del bianco | c7 pedone del nero · d7 donna del bianco · g7 alfiere del nero · a6 re del bianco · c6 alfiere del bianco · d6 donna del nero · e6 pedone del nero · e4 torre del bianco · a3 cavallo del bianco · d3 re del nero · d2 pedone del bianco · h2 torre del bianco | 3 |
| 2 | c7 pedone del nero · d7 donna del bianco · g7 alfiere del nero · a6 re del bianco · c6 alfiere del bianco · d6 donna del nero · e6 pedone del nero · e4 torre del bianco · a3 cavallo del bianco · d3 re del nero · d2 pedone del bianco · h2 torre del bianco | c7 pedone del nero · d7 donna del bianco · g7 alfiere del nero · a6 re del bianco · c6 alfiere del bianco · d6 donna del nero · e6 pedone del nero · e4 torre del bianco · a3 cavallo del bianco · d3 re del nero · d2 pedone del bianco · h2 torre del bianco | c7 pedone del nero · d7 donna del bianco · g7 alfiere del nero · a6 re del bianco · c6 alfiere del bianco · d6 donna del nero · e6 pedone del nero · e4 torre del bianco · a3 cavallo del bianco · d3 re del nero · d2 pedone del bianco · h2 torre del bianco | c7 pedone del nero · d7 donna del bianco · g7 alfiere del nero · a6 re del bianco · c6 alfiere del bianco · d6 donna del nero · e6 pedone del nero · e4 torre del bianco · a3 cavallo del bianco · d3 re del nero · d2 pedone del bianco · h2 torre del bianco | c7 pedone del nero · d7 donna del bianco · g7 alfiere del nero · a6 re del bianco · c6 alfiere del bianco · d6 donna del nero · e6 pedone del nero · e4 torre del bianco · a3 cavallo del bianco · d3 re del nero · d2 pedone del bianco · h2 torre del bianco | c7 pedone del nero · d7 donna del bianco · g7 alfiere del nero · a6 re del bianco · c6 alfiere del bianco · d6 donna del nero · e6 pedone del nero · e4 torre del bianco · a3 cavallo del bianco · d3 re del nero · d2 pedone del bianco · h2 torre del bianco | c7 pedone del nero · d7 donna del bianco · g7 alfiere del nero · a6 re del bianco · c6 alfiere del bianco · d6 donna del nero · e6 pedone del nero · e4 torre del bianco · a3 cavallo del bianco · d3 re del nero · d2 pedone del bianco · h2 torre del bianco | c7 pedone del nero · d7 donna del bianco · g7 alfiere del nero · a6 re del bianco · c6 alfiere del bianco · d6 donna del nero · e6 pedone del nero · e4 torre del bianco · a3 cavallo del bianco · d3 re del nero · d2 pedone del bianco · h2 torre del bianco | 2 |
| 1 | c7 pedone del nero · d7 donna del bianco · g7 alfiere del nero · a6 re del bianco · c6 alfiere del bianco · d6 donna del nero · e6 pedone del nero · e4 torre del bianco · a3 cavallo del bianco · d3 re del nero · d2 pedone del bianco · h2 torre del bianco | c7 pedone del nero · d7 donna del bianco · g7 alfiere del nero · a6 re del bianco · c6 alfiere del bianco · d6 donna del nero · e6 pedone del nero · e4 torre del bianco · a3 cavallo del bianco · d3 re del nero · d2 pedone del bianco · h2 torre del bianco | c7 pedone del nero · d7 donna del bianco · g7 alfiere del nero · a6 re del bianco · c6 alfiere del bianco · d6 donna del nero · e6 pedone del nero · e4 torre del bianco · a3 cavallo del bianco · d3 re del nero · d2 pedone del bianco · h2 torre del bianco | c7 pedone del nero · d7 donna del bianco · g7 alfiere del nero · a6 re del bianco · c6 alfiere del bianco · d6 donna del nero · e6 pedone del nero · e4 torre del bianco · a3 cavallo del bianco · d3 re del nero · d2 pedone del bianco · h2 torre del bianco | c7 pedone del nero · d7 donna del bianco · g7 alfiere del nero · a6 re del bianco · c6 alfiere del bianco · d6 donna del nero · e6 pedone del nero · e4 torre del bianco · a3 cavallo del bianco · d3 re del nero · d2 pedone del bianco · h2 torre del bianco | c7 pedone del nero · d7 donna del bianco · g7 alfiere del nero · a6 re del bianco · c6 alfiere del bianco · d6 donna del nero · e6 pedone del nero · e4 torre del bianco · a3 cavallo del bianco · d3 re del nero · d2 pedone del bianco · h2 torre del bianco | c7 pedone del nero · d7 donna del bianco · g7 alfiere del nero · a6 re del bianco · c6 alfiere del bianco · d6 donna del nero · e6 pedone del nero · e4 torre del bianco · a3 cavallo del bianco · d3 re del nero · d2 pedone del bianco · h2 torre del bianco | c7 pedone del nero · d7 donna del bianco · g7 alfiere del nero · a6 re del bianco · c6 alfiere del bianco · d6 donna del nero · e6 pedone del nero · e4 torre del bianco · a3 cavallo del bianco · d3 re del nero · d2 pedone del bianco · h2 torre del bianco | 1 |
|   | a | b | c | d | e | f | g | h |   |

Soluzione:
Chiave: 1. Tb4!  (zugzwang)
1. ...Dxd7 2. Ae4#

1. ...Dd5 2. Ab5#
1. ...Dd4 2. Tb3#
1. ...e5 2. Dh3#

## Opere
White pubblicò molti libri sulla composizione scacchistica, tra cui:
- Les mille et un Mats Inverses, ed. Numa Preti, Parigi, 1907
- Memories of my Chessboard, Stroud, 1909
- The White Rooks, Christmas Series, Stroud, 1910
- First steps in the classification of two-movers, Leeds, 1911
- The Theory of Pawn Promotion, Stroud, 1912
- Robert Braune: Apôtre de la Symétrie, Stroud, 1914
- Le problème d'echecs (con Georges Renaud), Parigi, 1924
- Valves and Bi-Valves (con George Hume), Christmas Series, Stroud e Stamford, 1930
- F. Gamage, an Artist in Chess Problems, Stamford, 1941
- A Century of two-movers (con Comins Mansfield, Frederick Gamage e Vincent Eaton), Stamford 1941
- A sketchbook of American chess problemists (con George Allen e Frank Marshall), Stamford, 1942
- Variation play (con Walter Jacobs), Stamford, 1943
- The two-move chess problem in the Soviet Union, 1923-1943 (con Buschke e R.E. Cheney), Stamford, 1943